# (1461) Jean-Jacques
(1461) Jean-Jacques ist ein Asteroid des Hauptgürtels, der am 30. Dezember 1937 von der französischen Astronomin Marguerite Laugier in Nizza entdeckt wurde.
Der Asteroid wurde nach dem Sohn seiner Entdeckerin benannt.